# Saint-Antonin-sur-Bayon
Saint-Antonin-sur-Bayon is een gemeente in het Franse departement Bouches-du-Rhône (regio Provence-Alpes-Côte d'Azur) en telt 137 inwoners (2004). De plaats maakt deel uit van het arrondissement Aix-en-Provence.

## Geografie
De oppervlakte van Saint-Antonin-sur-Bayon bedraagt 16,7 km², de bevolkingsdichtheid is 8,2 inwoners per km².
De onderstaande kaart toont de ligging van Saint-Antonin-sur-Bayon met de belangrijkste infrastructuur en aangrenzende gemeenten.

## Demografie
Onderstaande figuur toont het verloop van het inwonertal (bron: INSEE-tellingen).
Vanwege een beveiligingsprobleem met de MediaWiki Graph-software is het momenteel niet mogelijk deze grafiek weer te geven. Zodra de software is bijgewerkt zal de grafiek vanzelf weer zichtbaar worden.